# The Back Best
《The Back Best》（柴自選）為日本歌手柴崎幸於2008年3月12日發行的精選輯，與《Single Best》同時發行；本專輯收錄了B面曲及專輯曲，由柴崎幸選曲。

## 發行版本
- CD+DVD【初回限定盤】
- CD ONLY

## 曲目

### CD
1. memory pocket-メモポケ-
8th單曲B面曲。
2. 風の果て - RUI名義
2nd單曲B面曲。
3. 浮雲
3rd單曲B面曲。
4. graybee
2nd專輯收錄曲。
5. one's heart
10th單曲B面曲。專輯首次收錄。
6. 色恋粉雪
7th單曲B面曲。專輯首次收錄。
7. 帰り道
6th單曲B面曲。專輯首次收錄。
8. 忽忘草 （new vocal）
4th單曲B面曲。重新灌錄版本。
9. interference
9th單曲B面曲。
10. 泪月-oboro- - RUI名義
2nd單曲B面曲。專輯首次收錄。
11. 漆黒、十五夜
2nd專輯收錄曲。
12. 忘却
1st專輯收錄曲。
13. no fear
1st單曲B面曲。專輯首次收錄。
14. 分身
11th單曲通常盤B面曲。
15. 小さな部屋
僅限通常盤的Bonus track。演唱會前先行發表的曲子，原本要收錄在第2張專輯。

### 初回限定版盤DVD
- 色恋粉雪